# Roy DeCarava
Roy Rudolph DeCarava (* 9. Dezember 1919 in  New York City, USA; † 27. Oktober 2009 in Manhattan, New York City, USA) war ein US-amerikanischer Fotograf.

## Leben
Roy DeCarava war der Sohn einer afrikanisch-stämmigen Einwanderin aus Jamaika im damaligen Britischen Westindien. Die Familie zog in den 1920er und 1930er Jahren sehr oft innerhalb der Stadt New York um, unter anderem auch nach Harlem. Schon früh entdeckte der junge Mann seine Neigungen zur Malerei. Er wurde aufgrund seines Talents zum Studium des Fachs Malerei an der Cooper Union zugelassen. Diese verließ er nach zwei Studienjahren um am Harlem Art Center weiter zu studieren. Seinen Lebensunterhalt verdiente er in den folgenden Jahren als Illustrator und Maler. Zusätzlich begann er mit der Fotografie. 1955 eröffnete er in New York City eine Kunstgalerie, in der auch Ausstellungen stattfinden konnten. Diese existierte zwei Jahre lang.
DeCarava nahm des Öfteren Aufträge zu fotografischen Darstellungen von bestimmten Themen an, betrachtete jedoch seine Arbeiten jeweils als künstlerische Werke und nicht als Presseberichterstattungen. 1955 stellte er sein Werk The Sweet Flypaper of Life mit Fotos über Harlem und Text von Langston Hughes fertig. In späteren Jahren arbeitete er nicht mehr als freier Fotograf, sondern begann als Hochschullehrer Schwarz-Weiß-Fotografie am New Yorker Hunter College zu unterrichten.
DeCarava war 39 Jahre lang mit seiner zweiten Frau verheiratet, die Kunsthistorikerin ist. Das Paar hat einen Sohn und drei Töchter. Aus einer ersten Ehe des Fotografen stammt ein Sohn.

## Ehrungen und Auszeichnungen
- 1994: Auszeichnung als Distinguished Professor of Art. durch die City University of New York.
- 2001: Goldmedaille für Fotografie des National Arts Club, New York City.
- 2006: National Medal of Arts des National Endowment for the Arts der Vereinigten Staaten.
- 2007: Prix Charles Delaunay

## Veröffentlichungen
- The Sweet Flypaper of Life. Simon and Schuster, New York 1955, OCLC 468808146. (mit einem Text von Langston Hughes); (Reprint: Howard University Press, Washington 1984, ISBN 0-88258-152-X)
  - Harlem-Story. The Sweet Flypaper of Life/Der süße Leim des Lebens. ins Deutsche übersetzt von Paridam von dem Knesebeck. Edition Langewiesche-Brandt, Ebenhausen bei München 1956, DNB 450882438. (Englischer und deutscher Text)
- The Sound I Saw: Improvisations on a Jazz Theme. Phaidon Press, London / New York 2001, ISBN 0-7148-4331-8.